# جي. دبليو. بيرس
جي. دبليو. بيرس (بالإنجليزية: G. W. Pierce)‏ هو فيزيائي ومخترِع أمريكي، ولد في 11 يناير 1872 في ويبرفيل في الولايات المتحدة، وتوفي في 25 أغسطس 1956.

## وصلات خارجية
- جي. دبليو. بيرس على موقع الموسوعة البريطانية (الإنجليزية)